# Перидромофилия

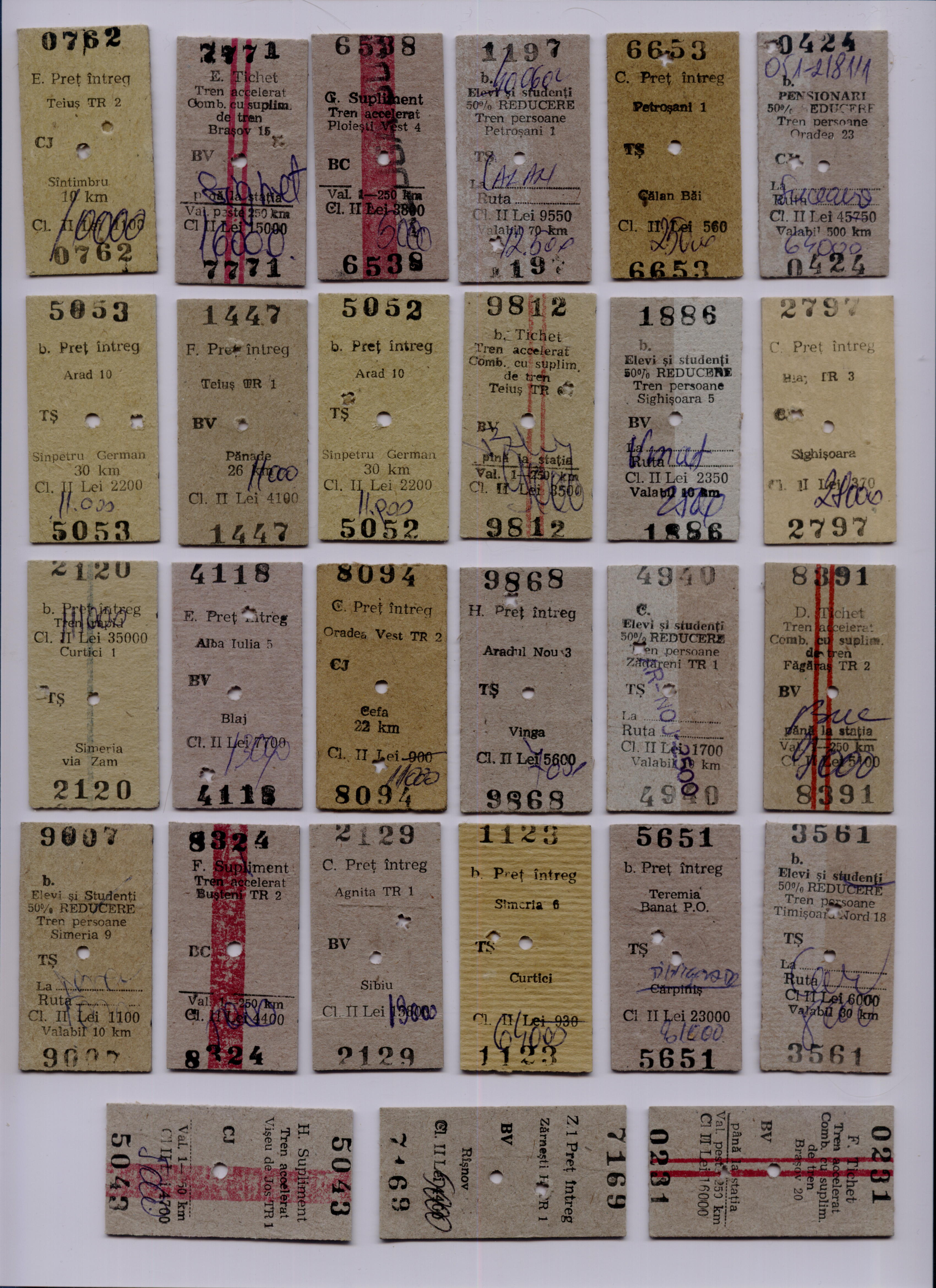
Подборка железнодорожных билетов Румынии за май—октябрь 2001 года

Перидромофилия (греч. περὶ δρόμου, perì drómoy — о пути; ϕιλία, philía — привязанность) или эйситиристика (от греч. εισιτήριο — проездной билет) — коллекционирование знаков оплаты проезда в общественном транспорте (проездные билеты, жетоны, талоны, абонементные карточки и т. д.). В просторечии именуется «билетофилией». Также выступает в роли вспомогательной исторической дисциплины, изучающей историю организации и функционирования как городского пассажирского транспорта (конка, трамвай, троллейбус, автобус, маршрутное такси, метро и др.), так и дальнего (авиационного, автомобильного, железнодорожного и водного).

## Объединения перидромофилов
Объединения коллекционеров транспортных билетов начали образовываться после второй мировой войны. В Великобритании The Ticket & Fare Collection Society появилось в 1946 году. В 1963 году оно объединилось с International Society of Transport Ticket Collectors в Transport Ticket Society и к настоящему времени включает более 380 членов. Континентальный Club of Ticket Collectors объединяет более 100 человек, в основном германоговорящих. Сообщества перидромофилов организованы также в Аргентине (Agrupacion Boletos tipo Edmondson), Австралии и Польше.

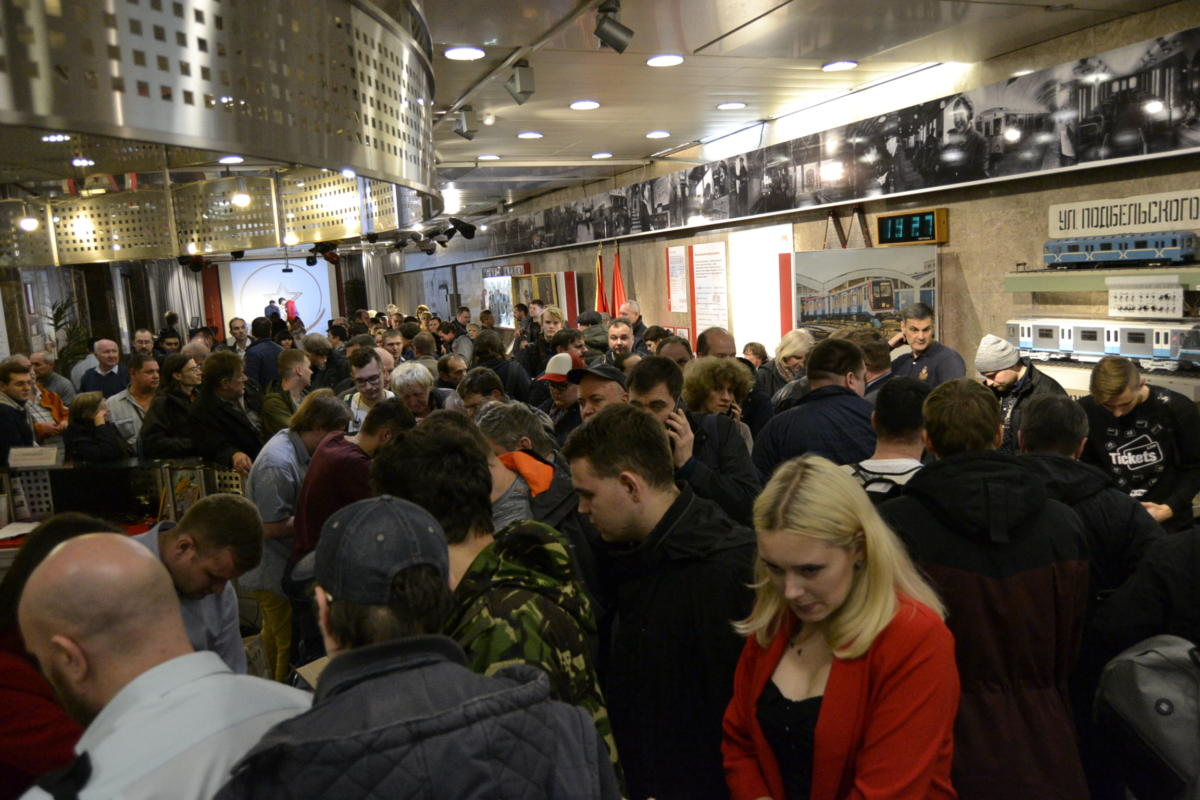
На встрече членов Общества коллекционеров «Наше метро»

В России единственной организацией, объединяющей коллекционеров предметов оплаты проезда, является основанное в 2017 году Общество коллекционеров «Наше метро», в состав которого входят около 500 коллекционеров. Штаб-квартира Общества расположена на последнем этаже башни основного здания Савеловского вокзала, здесь Общество еженедельно проводит воскресные вернисажи.

## Крупнейшие коллекции
Из коллекций, размер которых объявлен публично, самая большая в мире принадлежит Хуану Доминго Вентуре (исп. Juan Domingo Ventura; Испания, Бадалона) — более 600 тысяч билетов. В СНГ самой крупной коллекцией обладает Алексей Бойко (Украина, Киев) — более 70 тысяч билетов.

## Литература

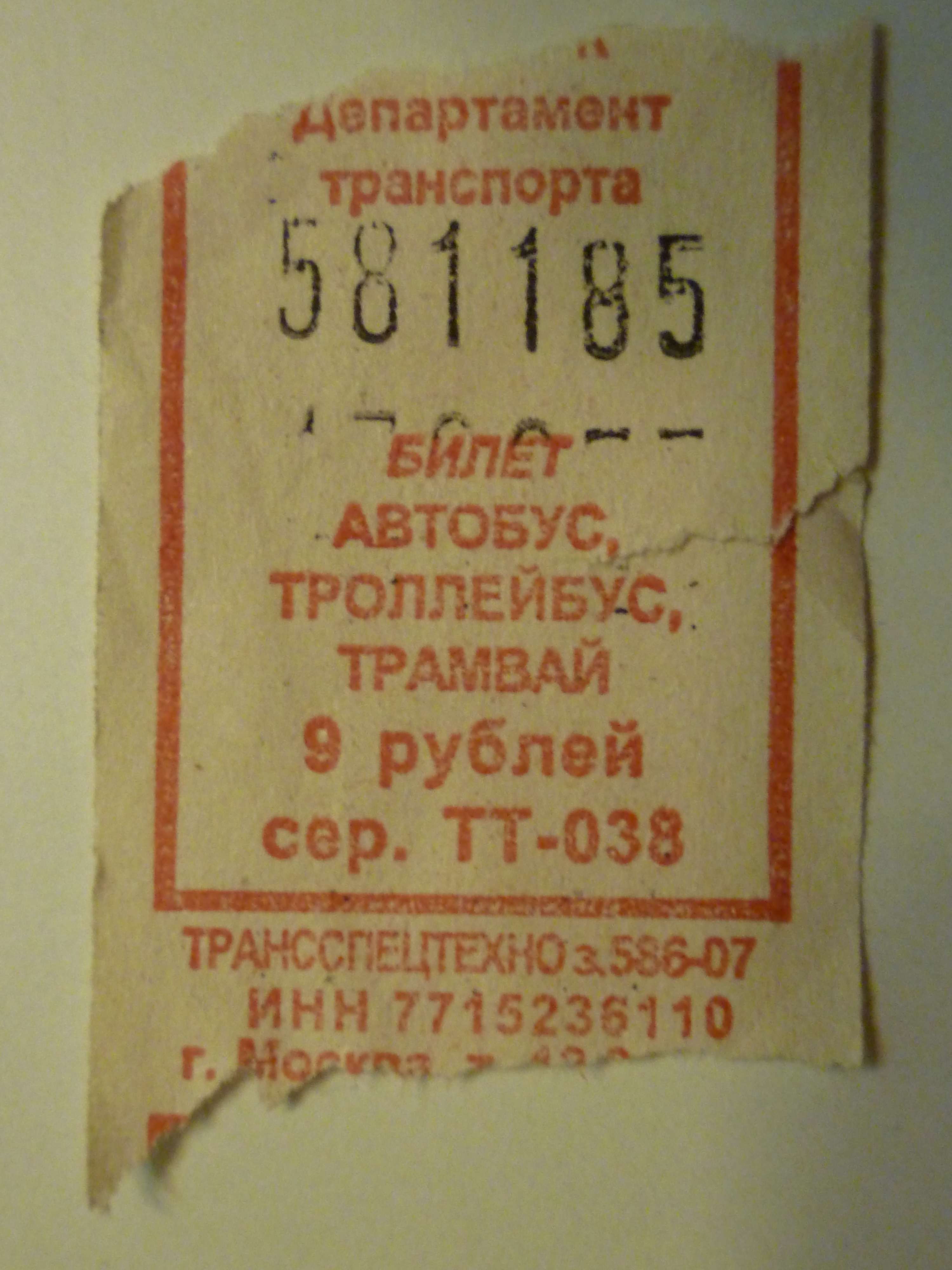
«Зеркальный» счастливый проездной билет